# Liste des lycées du Loiret
Cette page présente la liste des lycées du département français du Loiret.
L'inspection académique du Loiret compte 32 lycées répartis sur 15 communes. En 2009, les effectifs des lycées d’enseignement général et technologique étaient environ deux fois et demi plus importants que ceux observés dans les lycées d'enseignement professionnel.

## Répartition géographique
Sur les 32 lycées du Loiret, seize sont situés dans l'agglomération orléanaise et six dans l'agglomération montargoise.
Le 33e lycée du département ouvrira à la rentrée scolaire 2027 à Châteauneuf-sur-Loire.

## Lycées d’enseignement général et technologique
Le département compte 18 lycées d’enseignement général et technologique, parmi lesquels treize publics et cinq privés.
| Image | Nom usuel                  | Dénomination administrative | Public/privé | Ville                 | Sections spécialisées et label | Ouvert en | Effectifs (2025-2026) | Coordonnées géographiques   |
| ----- | -------------------------- | --- | ------------ | --------------------- | --- | --------- | --------------------- | --------------------------- |
|       | François Villon            | Lycée général et technologique François Villon | Public       | Beaugency             | | 1993      | 1 217                 | 47° 47′ 12″ N, 1° 37′ 14″ E |
|       | Saint-François-de-Sales    | Lycée polyvalent privé Saint-François-de-Sales | Privé        | Gien                  | SEP |           | 261                   | 47° 51′ 29″ N, 2° 34′ 53″ E |
|       | Bernard-Palissy            | Lycée général et technologique Bernard-Palissy | Public       | Gien                  | | 1965      | 1 125                 | 47° 42′ 03″ N, 2° 37′ 50″ E |
|       | Maurice-Genevoix           | Lycée polyvalent Maurice-Genevoix | Public       | Ingré                 | SEP, BTS systèmes électroniques | 1992.     | 1 220                 | 47° 55′ 14″ N, 1° 49′ 53″ E |
|       | Saint-Louis                | Lycée polyvalent privé Saint-Louis | Privé        | Montargis             | SEP |           | 49                    | 47° 59′ 56″ N, 2° 43′ 40″ E |
|       | Lycée en Forêt             | Lycée général et technologique en Forêt | Public       | Montargis             | BTS assistant de gestion PME-PMI, comptabilité gestion des organisations, négociation relation client                                                                                          | 1960      | 1 365                 | 48° 00′ 36″ N, 2° 45′ 14″ E |
|       | Les Barres                 | Lycée général et technologique agricole des Barres | Public       | Nogent-sur-Vernisson  | |           |                       | 47° 50′ 11″ N, 2° 45′ 27″ E |
|       | Saint-Paul-Bourdon-Blanc   | Lycée polyvalent privé Saint-Paul Bourdon Blanc - lycée des métiers du management et de la communication                                                | Privé        | Orléans               | SEP Label lycée des métiers |           | 920                   | 47° 53′ 56″ N, 1° 54′ 58″ E |
|       | Saint-Charles              | Lycée général et technologique privé Saint-Charles | Privé        | Orléans               | |           | 541                   | 47° 53′ 38″ N, 1° 54′ 35″ E |
|       | Sainte-Croix-Saint-Euverte | Lycée professionnel privé Sainte-Croix Sainte-Euverte - lycée des métiers des techniques industrielles de la commercialisation de la santé et du social | Privé        | Orléans               | SEP Label lycée des métiers |           | 462                   | 47° 54′ 24″ N, 1° 55′ 19″ E |
|       | Pothier                    | Lycée général et technologique Pothier | Public       | Orléans               | Classes préparatoires | 1803      | 1 193                 | 47° 54′ 29″ N, 1° 54′ 33″ E |
|       | Jean-Zay                   | Lycée polyvalent Jean-Zay | Public       | Orléans               | BTS assistant de manager, commerce international, SEP | 1937      | 1 373                 | 47° 54′ 24″ N, 1° 54′ 46″ E |
|       | Benjamin-Franklin          | Lycée polyvalent Benjamin-Franklin | Public       | Orléans               | Classes préparatoires, BTS, SEP | 1951      | 1 418                 | 47° 54′ 41″ N, 1° 54′ 37″ E |
|       | Voltaire                   | Lycée général et technologique Voltaire | Public       | Orléans-la-Source     | BTS, DTS, section européenne anglais, sections sportives : athlétisme, natation, classes préparatoires                                                                                         | 1968      | 1 429                 | 47° 50′ 11″ N, 1° 56′ 25″ E |
|       | Charles-Péguy              | Lycée général et technologique Charles-Péguy | Public       | Orléans               | | 1997.     | 1 392                 | 47° 53′ 20″ N, 1° 53′ 52″ E |
|       | Duhamel-du-Monceau         | Lycée général et technologique Duhamel-du-Monceau | Public       | Pithiviers            | BTS assistant de gestion PME-PMI | 1989.     | 1 145                 | 48° 10′ 52″ N, 2° 15′ 19″ E |
|       | Jacques-Monod              | Lycée général et technologique Jacques-Monod | Public       | Saint-Jean-de-Braye   | Section européenne (anglais) BTS biotechnologies BTS CIRA, sections technologiques de laboratoire STL spécialités biotechnologies et sciences physiques et chimiques de laboratoire            | 1989.     | 1 425                 | 47° 54′ 38″ N, 1° 58′ 06″ E |
|       | Durzy                      | Lycée général et technologique Durzy | Public       | Villemandeur          | Section européenne anglais et allemand, option rugby à XV Label lycée des métiers | 1993.     | 1 303                 | 48° 00′ 02″ N, 2° 42′ 51″ E |
|       | Lycée Adrienne-Bolland     | Lycée général et technologique de Châteauneuf-sur-Loire                                                                                                 | Public       | Châteauneuf-sur-Loire | voie technologique Bac STMG et Bac STI2D voie professionnelle (Bac bio-industrie de la transformation et procédés de la chimie et des papiers) BTS (Pilotage des procédés et métiers de l'eau) | 2027,     | 1 273                 |                             |

## Lycées d’enseignement professionnel
Le département compte 14 lycées d’enseignement professionnel, parmi lesquels 11 publics et 3 privés.
| Image | Nom usuel                              | Dénomination administrative | Public/privé | Ville                   | Sections spécialisées et label                                                   | Ouvert en | Effectifs (2025-2026) | Coordonnées géographiques        |
| ----- | -------------------------------------- | --- | ------------ | ----------------------- | -------------------------------------------------------------------------------- | --------- | --------------------- | -------------------------------- |
|       | Le Chesnoy                             | Lycée d'enseignement général et technologique agricole de Montargis - Le Chesnoy                                                                    | Public       | Amilly                  | Bac : option équitation ; BTS agroéquipement, gestion de l’exploitation agricole |           | 632                   | 47° 57′ 56″ N, 2° 43′ 50″ E      |
|       | Charles-de-Foucauld                    | Lycée professionnel privé Charles de Foucauld | Privé        | Beaugency               |                                                                                  |           | 166                   | 47° 46′ 37″ N, 1° 38′ 02″ E      |
|       | LPA de Beaune-la-Rolande               | Lycée professionnel agricole de Beaune-la-Rolande                                                                                                   | Public       | Beaune-la-Rolande       |                                                                                  | 1958      | 166                   | 48° 04′ 20″ N, 2° 26′ 08″ E      |
|       | Château-Blanc                          | Lycée professionnel Château-Blanc | Public       | Châlette-sur-Loing      | SEGT                                                                             | 1987.     | 568                   | 48° 00′ 12″ N, 2° 43′ 00″ E      |
|       | Jean-Lurçat                            | Lycée professionnel Jean-Lurcat - lycée des métiers de l industrie et des services                                                                  | Public       | Fleury-les-Aubrais      |                                                                                  | 1974      | 482                   | 47° 55′ 47″ N, 1° 55′ 28″ E      |
|       | Lycée Marguerite-Audoux                | Lycée professionnel Marguerite Audoux | Public       | Gien                    | Filière nucléaire, OBM                                                           | 2006      | 626                   | 47° 42′ 07″ N, 2° 38′ 00″ E      |
|       | Jeannette-Verdier                      | Lycée professionnel Jeannette-Verdier | Public       | Montargis               |                                                                                  | 1963      | 516                   | 47° 59′ 37″ N, 2° 43′ 45″ E      |
|       | Lycée hôtelier de l'Orléanais          | Lycée hôtelier de l'Orléanais | Public       | Olivet                  | SEGT Label lycée des métiers                                                     | 1979      | 253                   | 47° 51′ 56″ N, 1° 52′ 46″ E      |
|       | Lycée agricole La Mouillère d'Orléans  | Lycée agricole privé La Mouillère d'Orléans | Privé        | Orléans                 |                                                                                  |           | 147                   | 47° 52′ 58″ N, 1° 55′ 26″ E      |
|       | Paul-Gauguin                           | Lycée professionnel Paul Gauguin | Public       | Orléans-la-Source       | Label lycée des métiers                                                          | 1968      | 781                   | 47° 50′ 10″ nord, 1° 56′ 29″ est |
|       | Blanche-de-Castille                    | Lycée professionnel privé Blanche de Castille | Privé        | Pithiviers              |                                                                                  |           | 118                   | 48° 10′ 20″ N, 2° 15′ 10″ E      |
|       | Jean-de-la-Taille                      | Lycée professionnel Jean de la Taille - Lycée des métiers de l'électrotechnique et de la maintenance industrielle de l'hôtellerie et du commerce    | Public       | Pithiviers              | Label lycée des métiers                                                          | 1962      | 375                   | 48° 10′ 02″ N, 2° 14′ 32″ E      |
|       | Gaudier-Brzeska                        | Lycée professionnel Gaudier-Brzeska | Public       | Saint-Jean-de-Braye     | SEGT Label lycée des métiers                                                     | 1953      | 508                   | 47° 54′ 44″ N, 1° 56′ 49″ E      |
|       | Lycée Maréchal Leclerc-de-Hauteclocque | Lycée professionnel Maréchal Leclerc - lycée des métiers de la maintenance automobile des équipements industriels du transports et de la logistique | Public       | Saint-Jean-de-la-Ruelle | BTS Maintenance des véhicules (les 3 options) Label lycée des métiers            | 1960      | 570                   | 47° 53′ 46″ nord, 1° 51′ 43″ est |

## Maisons familiales rurales
Le département compte cinq maisons familiales rurales.
| Image | Nom usuel                                     | Dénomination administrative                          | Public/privé | Ville                     | Sections spécialisées et label | Ouvert en | Effectifs (2025-2026) | Coordonnées géographiques   |
| ----- | --------------------------------------------- | ---------------------------------------------------- | ------------ | ------------------------- | ------------------------------ | --------- | --------------------- | --------------------------- |
|       | Maison familiale du Pithiverais               | Maison familiale rurale du Pithiverais               | Public       | Ascoux                    |                                |           | 100                   | 48° 07′ 38″ N, 2° 14′ 53″ E |
|       | Maison familiale de Férolles                  | Maison familiale rurale de Férolles                  | Public       | Férolles                  |                                |           | 150                   | 47° 50′ 10″ N, 2° 06′ 38″ E |
|       | Maison familiale de Gien                      | Maison familiale rurale de Gien                      | Public       | Gien                      |                                |           | 165                   | 47° 42′ 04″ N, 2° 37′ 11″ E |
|       | Maison familiale de l'Orléanais               | Maison familiale rurale de l'Orléanais               | Public       | Orléans-la-Source         |                                |           | 126                   | 47° 50′ 44″ N, 1° 56′ 09″ E |
|       | Maison familiale de Sainte-Geneviève-des-Bois | Maison familiale rurale de Sainte-Geneviève-des-Bois | Public       | Sainte-Geneviève-des-Bois |                                |           | 106                   | 47° 49′ 07″ N, 2° 49′ 14″ E |